# Tristan Caruana
Tristan Caruana (Marsaskala, 15 de septiembre de 1991) es un futbolista maltés que juega en la demarcación de centrocampista para el Valletta FC de la Premier League de Malta.

## Selección nacional
Debutó con la selección de fútbol de Malta el 26 de marzo de 2018. Lo hizo en un partido amistoso contra Finlandia que finalizó con un resultado de 5-0 a favor del combinado finés tras los goles de Kalle Taimi, Fredrik Jensen, Pyry Soiri y un doblete de Teemu Pukki.

## Clubes
| Club                | País  | Año         | Partidos | Goles |
| ------------------- | ----- | ----------- | -------- | ----- |
| Hibernians FC       | Malta | 2007 - 2012 | 62       | 7     |
| Qormi FC            | Malta | 2012 - 2014 | 45       | 3     |
| Tarxien Rainbows FC | Malta | 2014 - 2017 | 91       | 9     |
| Hamrun Spartans FC  | Malta | 2017 - 2019 | 61       | 3     |
| Valletta FC         | Malta | 2020 -      | 55       | 2     |

## Palmarés

### Campeonatos nacionales
| Título                  | Club          | País  | Año  |
| ----------------------- | ------------- | ----- | ---- |
| Premier League de Malta | Hibernians FC | Malta | 2009 |
| Copa Maltesa            | Hibernians FC | Malta | 2012 |